# International Journal of Foundations of Computer Science
L' International Journal of Foundations of Computer Science (Journal international des fondations de l'informatique) est une revue d'informatique publiée par World Scientific. Elle a été fondée en 1990, couvrant le domaine de l'informatique théorique, de la théorie algébrique et des algorithmes, à l'informatique quantique et aux réseaux sans fil. Depuis 1997, le rédacteur en chef est Oscar Ibarra du Département d'informatique de l'Université de Californie.
Selon le Journal Citation Reports, la revue a un facteur d'impact de 0,416 en 2020.

## Résumé et indexation
Le Journal est résumé et indexé par :
- Examens mathématiques
- Inspecter
- Serveur de bibliographie DBLP
- Zentralblatt MATH
- Index des citations scientifiques développé
- Services d'alerte ISI
- Index des citations CompuMath
- Contenu actuel/Ingénierie, informatique et technologie
- MathSciNet
- Résumés informatiques